# Памятник Юрию Гагарину (Звёздный городок)
Памятник Юрию Гагарину в Звёздном городке был установлен в августе 1971 года. Памятник находится в сквере в центре, на выделенной небольшой площади, которая носит имя Юрия Гагарина.
Торжественная церемония открытия памятника прошла 18 августа 1971 года, в День воздушного флота, к которому Гагарин, будучи пилотом, имел непосредственное отношение.
Место расположения выбрано таким образом, что памятник стоит напротив дома, где жил Юрий Гагарин в Звёздном городке.
Около памятника Гагарину в Звёздном городке проводится официальная церемония встречи космонавтов, вернувшихся из полёта на Международную космическую станцию.
Авторы памятника — скульптор Б. И. Дюжев, архитектор А. А. Заварзин и конструктор С. Хаджибаронов.
В 2018 году памятник был полностью отреставрирован, на прилегающей территории были проведены работы по благоустройству.
В дни памятных дат около памятника проводятся торжественные мероприятия, возлагаются цветы.

## Описание памятника
Памятник представляет собой полноростовую бронзовую скульптуру высотой 4,5 м, установленную на прямоугольном постаменте из чёрного лабрадорита. Гагарин в этом памятнике одет в простую одежду — брюки и тонкую куртку, напоминающую легкую форму лётчиков. Фигура изображена в движении, в момент выполнения шага. В левой руке, заведённой за спину, находится цветок ромашки.
Интересной особенностью создания памятника является то, что в первоначальном проекте памятника в руках у космонавта не было ромашки, которая там сейчас находится. Цветок был добавлен по просьбе супруги Юрия Гагарина Валентины Гагариной. Просьба эта была связана с тем, что, возвращаясь с пробежек, Гагарин всегда приносил ей цветок.
Позади памятника расположена небольшая берёзовая роща.